# Rush Style
株式会社Rush Style（ラッシュスタイル）は、日本の声優事務所。日本声優事業社協議会会員。

## 概要
声優の速水奨が2013年10月4日に大沢事務所から独立し設立。
2018年、音楽プロダクション会社「モストカンパニー」のグループ会社となり、モストカンパニー社長の「立石孝」が経営陣に入る。
2019年、代表の速水と準所属（当時）の野津山幸宏の2名が「ラッシュスタイル」名義でM-1グランプリ2019予選に出場し、2回戦で敗退した。

## 所属声優
2025年4月時点。
| 男性 - 速水奨（代表） - 小野健一 - 今井文也 | 女性 - 五十嵐麗（代表取締役社長） - 景山梨彩 - 野村香菜子 - 島田愛野 - 中村カンナ - 三木晶 |

### 準所属
| 男性 - 下鶴直幸 - 住永侑太 - 松本ひなた - 桂佑輔 | 女性 - 川崎恵理子 - 南雲希美 - 福山沙織 - 櫻井みゆき - 城戸香織 - 菅家麻梨子 |

### 預かり所属
| 男性 - 原田琢磨 - 渦木晧大 - 川東哲也 - 諸戸凱 - 佐藤聴成 - 伊川呼人 - 山根瑞稀 - 吉岡忍 - 小熊史也 - 清重海斗 - 紗倉郁哉 - 野﨑晴仁 - 橋本隼人 - 柊木智也 - 佐藤陽 - 鳥海勇人 - 松尾典 | 女性 - 河合紗希子 - 前迫愛朱佳 - 國松沙矢香 - 宝木久美 - 河野みさき - 本宮光 - 祐花 - 計良茉央 - 須子澄香 - 豊田菜月 - 藤代侑季 - 槇原彩乃 - 秋森すず - 中井ひより - 西田ひろみ - 若菜亜伎子 - 藍田みあり - 秋田奈美 - 朽網桃香 - 昆野心咲 - 中田柚希 | ジェンダーレス - 佳館杏ノ助 |

## かつて所属していた声優
男性
- 野津山幸宏（現所属：ステイラック）
- 野田てつろう
- 光富崇雄（現所属：BLACK SHIP）

女性
- 高沢柚衣
- 楓みさと（引退）

## 関連会社

### グループ会社
- 株式会社モストカンパニー
- 株式会社モストプランニング
- 株式会社ボイスキット
- 株式会社StarCrew
- 株式会社アズプロジェクト
- 株式会社インアンドアウト